# Habenaria jaguariahyvae
Habenaria jaguariahyvae är en orkidéart som beskrevs av Friedrich Fritz Wilhelm Ludwig Kraenzlin. Habenaria jaguariahyvae ingår i släktet Habenaria och familjen orkidéer. Inga underarter finns listade i Catalogue of Life.